# オルガ・ストランツァリ
オルガ・ストランツァリ（ギリシャ語: Όλγα Στράντζαλη、ラテン文字転写: Olga Strantzali、1996年1月12日 - ）は、ギリシャの女子バレーボール選手。ギリシャ代表。

## 来歴

### クラブチーム
スキドラ出身。2011年、Aias Evosmouへ入団。その後、Iraklisでのプレーを経て、2014年にアメリカ合衆国のUCLAに進学しブルーインズでプレー。2015年にマイアミ大学へ編入。NCAAバレーボール選手権などに出場した。卒業後はフランスリーグのBéziers Volleyと契約し、フランスLigue Aで優勝した。2018/19シーズンはポーランドのPTPSピワでプレーした。2019/20シーズンはレギオノヴィア・レギオノヴォに移籍し、タウロンリーガで4位となった。2020/21シーズンは当初はイタリアセリエA1のクーネオ・グランダ・バレーでプレーし、途中からグルパ・アゾティ・チェミック・ポリツェへ移籍した。2021/22シーズンはルーマニアのCSMヴォレイ・アルバ・ブラジでプレーし、ルーマニアリーグで優勝を果たした。2022/23シーズンはギリシャのPAOKと契約し、ギリシャリーグで3位となった。2023/24シーズンはAEKアテネへ移籍した。

### 代表チーム
アンダーカテゴリーの代表として2011年のU-18欧州選手権で8位となった。2012年にシニアのギリシャ代表に初選出された。2013年、U-19世界選手権に出場した。2015年、ヨーロッパリーグで銅メダルを獲得した。2018年、地中海競技大会で銀メダルを獲得した。2019年、欧州選手権に出場した。2021年、欧州選手権に出場した。2022年の地中海競技大会ではベストスコアラー部門で1位の活躍をみせた。2023年からは代表チームで主将を務め、同年9月の欧州選手権に3大会連続で出場した。

## 球歴
- 欧州選手権 - 2019年、2021年、2023年

## 受賞歴
- 2022年 - 2021/22ルーマニアリーグ ベストアウトサイドヒッター、ベストサーバー

## 所属クラブ
- Aias Evosmou（2011-2012年）
- Iraklis（2012-2014年）
- UCLA（2014-2015年）
- マイアミ大学（2015-2018年）
- Béziers Volley（2017-2018年）
- PTPSピワ（2018-2019年）
- レギオノヴィア・レギオノヴォ（2019-2020年）
- クーネオ・グランダ・バレー（2020年）
- グルパ・アゾティ・チェミック・ポリツェ（2020-2021年）
- CSMヴォレイ・アルバ・ブラジ（2021-2022年）
- PAOK（2022-2023年）
- AEKアテネ（2023-2024年）
- バレー・タルマッソンス（イタリア語版）（2024-2025年）